# Клокеј (Минесота)
Клокеј (енгл. Cloquet) град је у америчкој савезној држави Минесота.

## Демографија
По попису из 2010. године број становника је 12.124, што је 923 (8,2%) становника више него 2000. године.
| Група             | 2000.         | 2010.          |
| Белци             | 9.831 (87,8%) | 10.160 (83,8%) |
| Афроамериканци    | 18 (0,2%)     | 53 (0,4%)      |
| Азијати           | 44 (0,4%)     | 66 (0,5%)      |
| Хиспаноамериканци | 71 (0,6%)     | 162 (1,3%)     |
| Укупно            | 11.201        | 12.124         |